# Жебровская, Эльжбета
Эльжбета Регина Жебровская (урожденная Беднарек, пол. Elżbieta Regina Żebrowska, род. 27 марта 1945 года, Варшава, ум. 23 декабря 2021 года, Варшава) — польская легкоатлетка, специализировавшаяся в беге с барьерами и в спринте.

## Карьера
Участница чемпионата Европы по лёгкой атлетике 1966 года в Будапеште, на котором завоевала две медали:
- Эстафета 4×100 метров — золотая медаль (вместе с Данутой Страшиньской, Иреной Киршенштейн и Евой Клобуковской)
- Бег на 80 метров с барьерами — бронзовая медаль[5].

Принимала участие в Олимпийских играх 1968 года в Мексике. В беге на 80 метров с барьерами вышла в финал, в котором заняла 7. место.
Два раза завоёвывала титул чемпионки Польши:
- Бег на 80 метров с барьерами — 1966
- Эстафета 4×100 метров — 1964.

Серебряный призёр чемпионатов Польши в беге на 100 метров в 1966 и в беге на 80 метров с барьерами в 1968, бронза в беге на 200 метров с барьерами в 1971.
Выступала за спортивный клуб «Варшавянка».